# Кольтоган (Жуалынский район)
Кольтоган (каз. Көлтоған, до 1992 г. — Алексеевка) — село в Жуалынском районе Жамбылской области Казахстана. Административный центр Боралдайского сельского округа. Находится на реке Боралдай примерно в 38 км к западу от районного центра, села Бауыржан Момышулы. Код КАТО — 314239100.

## Население
В 1999 году население села составляло 1420 человек (718 мужчин и 702 женщины). По данным переписи 2009 года, в селе проживало 1495 человек (771 мужчина и 724 женщины).